# Il·lustració didàctica

Exemple d'aplicació de la il·lustració didàctica

La il·lustració didàctica és una branca de la il·lustració científica dedicada a complementar o donar una referència visual comprensible d'un text o fragment.
La trobem aplicada en llibres educatius, enciclopèdies, manuals, etc.
A diferència de la il·lustració científica, la didàctica, no és tant rigorosa ni precisa, ja que la seva funció no és mostrar la realitat en exactitud sinó representar simplificadament el referent a fi que sigui comprensible per al públic al qui va dirigit.
Les tècniques més utilitzades per la il·lustració didàctica actualment són els programes digitals, encara que antigament, es feien amb qualsevol tècnica que pogués ser reproduïda posteriorment com el gravat, dibuix a grafit i a vegades, aquarel·la.